# Meuspath

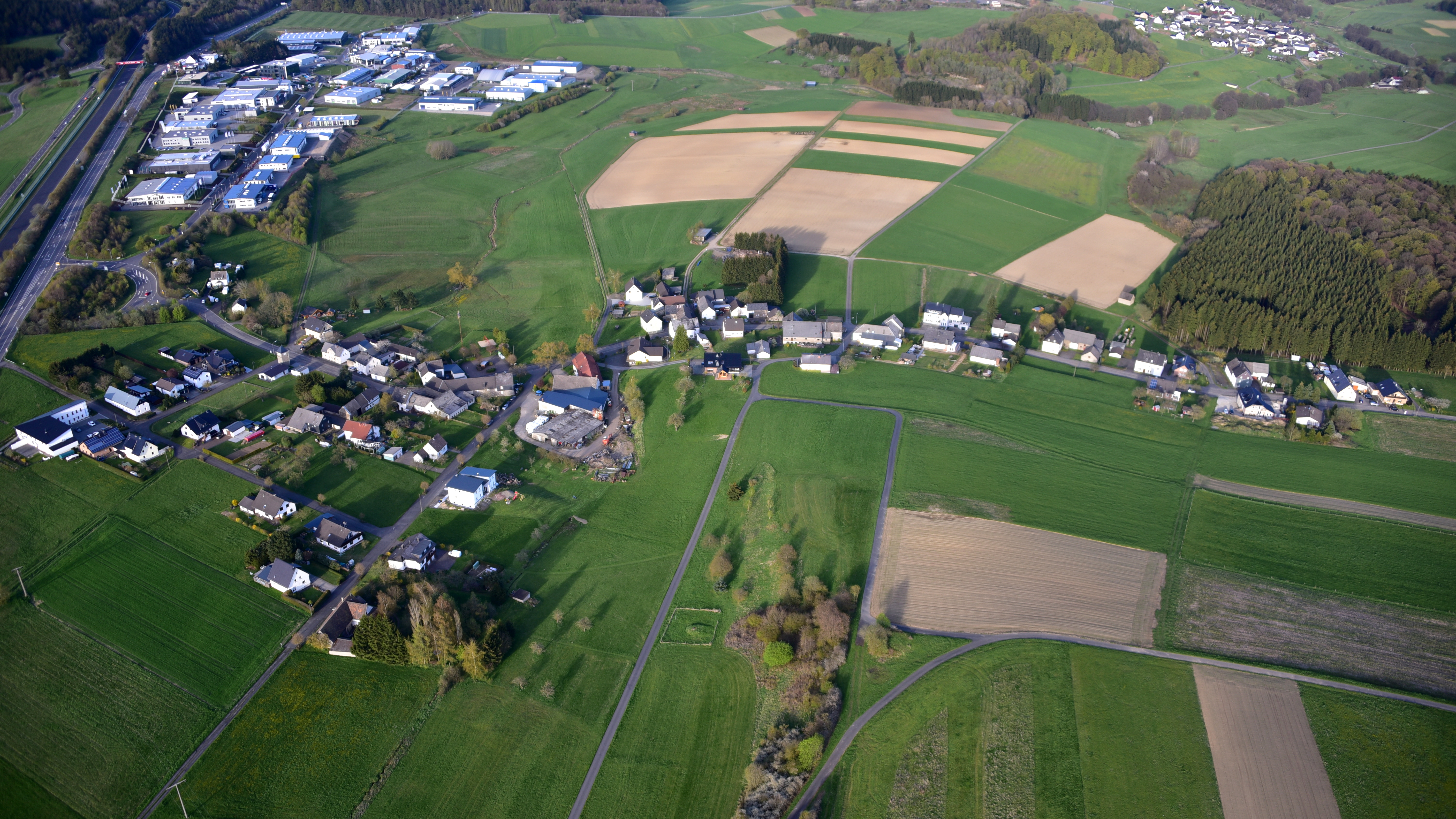
Meuspath, Luftaufnahme (2016)

Meuspath ist eine Ortsgemeinde im Landkreis Ahrweiler in Rheinland-Pfalz. Sie gehört der Verbandsgemeinde Adenau an.

## Geographie
Der Ort liegt an der Bundesstraße 258, die Meuspath unter anderem mit Nürburg im Südwesten und Herresbach im Nordosten verbindet. Weitere Nachbargemeinden sind Herschbroich im Norden sowie Welcherath im Süden. Die alte Nordschleife des Nürburgrings (Grüne Hölle) führt im Norden an Meuspath vorbei.
Zu Meuspath gehören auch die Wohnplätze Balkhausen, In der Stroth und Krebsbacherhof. Im Wohnplatz Krebsbacherhof steht die denkmalgeschützte Kirche St. Georg aus dem 16. Jahrhundert.

## Geschichte
Erstmals urkundlich erwähnt ist der Ort im frühen Mittelalter im Jahr 1202. Der Ortsname leitet sich von mittelhochdeutsch „Muspach“ in der Bedeutung „Sumpfbach“ ab. In der Feudalzeit gehörte der Ort zum Amt Nürburg im Kurfürstentum Köln. In preußischer Zeit bildete der Ort zusammen mit Drees eine zur Bürgermeisterei Kelberg gehörende Gemeinde.

## Politik

### Gemeinderat
Der Gemeinderat in Meuspath besteht aus sechs Ratsmitgliedern, die bei der Kommunalwahl am 9. Juni 2024 in einer Mehrheitswahl gewählt wurden, und dem ehrenamtlichen Ortsbürgermeister als Vorsitzendem.

### Bürgermeister
Peter Gillessen wurde am 3. Juli 2024 Ortsbürgermeister von Meuspath. Bei der Direktwahl am 9. Juni 2024 hatte er sich mit einem Stimmenanteil von 52,6 % gegen den Amtsinhaber durchgesetzt.
Gillessens Vorgänger Klaus Dieter Speicher hatte das Amt von 2014 bis 2024 ausgeübt. Zuvor waren es Robert Schlich von 1974 bis 1994 und Bernd Hück von 1994 bis 2014. 

## Wirtschaft und Infrastruktur
Im Nordosten der Gemeinde liegt der Gewerbepark am Nürburgring, im Südwesten der Hubschrauberlandeplatz.
Dank der Lage in der Nähe des Nürburgrings haben sich in Meuspath in der letzten Zeit Filialen zahlreicher Autohersteller angesiedelt, die hier Testfahrten für neue Modelle und Prototypen durchführen.